# ريتشارد كورتيس
ريتشارد كورتيس (بالإنجليزية: Richard Curtis)، (8 نوفمبر 1956)، هو كاتب سيناريو ومنتج ومخرج أفلام بريطاني، وُلد في نيوزلندا من أبوين أستراليين، وهو واحد من أنجح السيناريوين الكوميديين في بريطانيا، وهو معروف في المقام الأول للأفلام الكوميدية الرومانسية مثل أربعة زيجات وجنازة، يوميات بريدجيت جونز، نوتينغ هيل، والحب الحقيقي.

## أعماله

### الأفلام
| العام | الفيلم                       | الدور                  |
| ----- | ---------------------------- | ---------------------- |
| 1989  | الشاب الطويل                 | كاتب                   |
| 1994  | أربع زيجات وجنازة            | كاتب/منتج تنفيذي مشارك |
| 1997  | فيلم                         | كاتب/منتج تنفيذي       |
| 1999  | نوتينغ هيل                   | كاتب/منتج              |
| 2001  | مذكرات بريدجيت جونز          | كاتب                   |
| 2003  | الحب الحقيقي                 | مخرج/كاتب              |
| 2004  | بريجيت جونز: على حافة المنطق | كاتب                   |
| 2007  | مستر بينز هوليداي            | منتج تنفيذي            |
| 2009  | القارب المهزوز               | مخرج/كاتب/منتج         |
| 2011  | حصان حرب                     | كاتب                   |
| 2013  | عن الوقت                     | مخرج/كاتب              |
| 2014  | تراش                         | كاتب                   |

### التلفزيون
| العام     | العمل                              | الدور                                       |
| --------- | ---------------------------------- | ------------------------------------------- |
| 1979–1982 | ليست أخبار الساعة التاسعة ‏         | كاتب                                        |
| 1983–1989 | بلاكادار                           | كاتب                                        |
| 1984–1985 | Spitting Image                     | كاتب                                        |
| 1991      | Bernard and the Genie              | كاتب                                        |
| 1990–1995 | مستر بين                           | كاتب                                        |
| 1994–2007 | The Vicar of Dibley                | كاتب/Co-Executive                           |
| 1999–2007 | Robbie the Reindeer                | كاتب                                        |
| 2005      | The Girl in the Café               | كاتب/منتج تنفيذي                            |
| 2007      | الخسائر (مسلسل تلفزيوني)           | كاتب (1 حلقة)                               |
| 2008      | The No. 1 Ladies' Detective Agency | كاتب (حلقة تجريبية)/منتج منفذ               |
| 2010      | دكتور هو                           | كاتب (حلقة واحدة, "Vincent and the Doctor") |
| 2013      | ماري ومارثا                        | كاتب                                        |
| 2015      | Roald Dahl's Esio Trot             | كاتب                                        |
| 2017      | Red Nose Day Actually              | مخرج/كاتب                                   |

## روابط خارجية
- ريتشارد كورتيس على موقع IMDb (الإنجليزية)
- ريتشارد كورتيس على موقع ألو سيني (الفرنسية)
- ريتشارد كورتيس على موقع ميوزك برينز (الإنجليزية)
- ريتشارد كورتيس على موقع تيرنر كلاسيك موفيز (الإنجليزية)
- ريتشارد كورتيس على موقع أول موفي (الإنجليزية)
- ريتشارد كورتيس على موقع قاعدة بيانات برودواي على الإنترنت (الإنجليزية)
- ريتشارد كورتيس على موقع قاعدة بيانات الأفلام السويدية (السويدية)
- ريتشارد كورتيس على موقع ديسكوغز (الإنجليزية)
- ريتشارد كورتيس على موقع قاعدة بيانات الفيلم (الإنجليزية)
- ريتشارد كورتيس على موقع كينوبويسك (الروسية)